# Cours-la-Ville
Cours-la-Ville korábbi község (település) Franciaországban, Rhône megyében. 2016. január 1-jén Thel és Pont-Trambouze községgel egyesült és Cours új község része lett.
Lakosainak száma 3617 fő (2018. január 1.). Cours-la-Ville Belmont-de-la-Loire, Ranchal, Thel, Saint-Vincent-de-Reins, Mardore, Pont-Trambouze, Sevelinges, Le Cergne és Écoche községekkel határos.

## Népesség
A település népességének változása:
| Lakosok száma | 6250 | 5832 | 5556 | 4637 | 4241 | 3899 | 3797 | 4599 | 3674 | 3617 |
|               | 1962 | 1968 | 1975 | 1990 | 1999 | 2008 | 2013 | 2016 | 2017 | 2018 |